# J.League U-22 Selection
J.League U-22 Auswahl (jap. Jリーグ・アンダー22選抜) war ein japanisches U-22-Auswahlteam der J1- und J2-Vereine. Diese Mannschaft, welche sich aus den besten Nachwuchsspielern der höherklassigen Vereine zusammensetzte, wurde mit Blick auf die Olympischen Sommerspiele 2016 in Rio de Janeiro gegründet. Die Auswahl der Spieler erfolgte auf wöchentlicher Basis aus einem Pool, für den jeder Verein förderungswürdige Talente benennen konnte; die Zusammensetzung der Mannschaft variierte daher sehr stark von Spiel zu Spiel. Als weitere Besonderheit bestritt die U22-Mannschaft ausschließlich Auswärtsspiele.

## Trainer
Tsutomu Takahata

## Eingesetzte Spieler

### Saison 2014
(Spiele/Tore)
Ryōta Tanabe (1/0), Yūji Takahashi (11/1), Kazuki Mine (10/3), Yūsuke Gotō (2/2), Shūto Kōno (2/0), Kazuki Satō (4/0), Naoya Fuji (1/0), Satoru Kashiwase (17/0), Andrew Kumagai (2/0), Takaaki Kinoshita (5/2), Ken Tajiri (4/0), Takaya Osanai (1/0), Shō Satō (8/0), Shōhei Yokoyama (4/0), Riki Harakawa (1/0), Keita Fujimura (4/0), Yukitoshi Itō (2/0), Takaharu Nishino (2/0), Shin’ya Yajima (3/1), Ryōta Suzuki (3/0), Musashi Suzuki (1/0), Ryūta Miyauchi (10/0), Haruya Ide (1/0), Shūhei Kawata (1/0), Shō Kagami (13/2), Tsubasa Suzuki (7/0), Ryōsuke Maeda (13/2), Ayumi Niekawa (9/0), Daiki Kogure (5/0), Shōgo Nakahara (7/1), Yūto Nagasaka (3/0), Naoki Kawaguchi (5/0), Yū Kimura (3/1), Gakuto Notsuda (2/1), Ryō Matsumura (2/1), Tatsuya Wada (12/1), Shūto Hira (14/2), Kazuki Kozuka (1/0), Hideyuki Nozawa (5/0), Takuya Kida (9/1), Yūta Toyokawa (2/1), Tsubasa Nihei (3/0), Hideki Ishige (2/1), Taishin Morikawa (5/0), Hiroki Akino (8/0), Yūsuke Kobayashi (4/0), Naomichi Ueda (2/0), Tomoki Wada (12/0), Hiroto Nakagawa (3/0), Kengo Nagai (8/0), Kyōhei Yoshino (5/0), Takuma Asano (2/0), Genki Yamada (4/0), Reo Mochizuki (1/0), Ken’ichi Tanimura (3/0), Shunta Awaka (4/0), Nikki Havenaar (7/1), Kōsuke Nakamura (3/0), Genta Miura (8/1), Tōru Takagiwa (11/0), Yūto Mori (2/0), Tomoya Koyamatsu (3/2), Yūto Uchida (6/0), Shōta Kaneko (9/2), Masatoshi Ishida (5/1), Yūki Uchiyama (11/0), Keisuke Ōyama (11/0), Ryōsuke Tamura (8/1), Haruki Umemura (2/0), Tsuyoshi Miyaichi (5/0), Keita Ishii (9/0), Gō Iwase (6/0), Naoki Ogawa (9/0), Kōya Yuruki (2/0), Hiroyuki Mae (2/0), Yōsei Ōtsu (5/0), Daiki Yagishita (9/1), Fumitaka Kitatani (4/1), Shinnosuke Hatanaka (2/0), Hayao Kawabe (1/0), Yūto Koizumi (1/0), Naoki Ōtani (5/0), Eiji Shirai (5/1), Shūhei Kamimura (2/0), Shōta Fukuoka (2/0), Ado Onaiwu (2/0), Yūya Mitsunaga (6/0), Tarō Sugimoto (6/0), Tasuku Hiraoka (11/3), Sōya Takahashi (9/0), Ryōta Aoki (7/0), Yōhei Takaoka (3/0), Gōson Sakai (3/0), Kazuya Miyahara (5/0), Shinnosuke Nakatani (6/0), Kenshin Yoshimaru (8/0), Yōsuke Ideguchi (3/0), Kōki Sugimori (3/0)

### Saison 2015
(Spiele/Tore)
Ryōta Ōshima (1/0), Masatoshi Kushibiki (5/0), Ken Matsubara (1/0), Ryōta Tanabe (1/0), Kazuki Mine (5/1), Ryōsuke Yamanaka (4/0), Shūto Kōno (2/0), Taisuke Mizuno (1/0), Kazuki Satō (6/0), Takumi Kiyomoto (4/0), Takaaki Kinoshita (3/0), Ken Tajiri (5/0), Takaya Osanai (3/0), Daichi Sugimoto (1/0), Shō Satō (1/0), Shōta Sakaki (1/0), Kento Hashimoto (2/0), Keita Fujimura (3/0), Yukitoshi Itō (2/0), Takaharu Nishino (1/0), Takayuki Mae (1/0), Tatsuki Nara (7/1), Musashi Suzuki (2/0), Shō Kagami (1/0), Ryōsuke Maeda (1/0), Ayumi Niekawa (12/0), Daiki Kogure (1/0), Shōgo Nakahara (2/0), Yūto Nagasaka (4/0), Naoki Kawaguchi (2/0)、Gakuto Notsuda (2/0), Takuya Iwanami (1/0), Tatsuya Wada (21/0), Daichi Akiyama (2/0), Hideyuki Nozawa (8/0), Takuya Kida (1/0), Shōya Nakajima (3/0), Yūta Toyokawa (3/0), Hideki Ishige (6/1), Hiroki Akino (3/0), Naomichi Ueda (2/0), Hiroto Nakagawa (1/0), Takuma Asano (1/0), Naoki Maeda (2/0), Junki Endō (2/0), Genki Yamada (4/0), Reo Mochizuki (12/0), Genta Miura (3/0), Tōru Takagiwa (3/0), Kei Koizumi (1/0), Yūto Mori (1/0), Shōta Kaneko (9/1), Masatoshi Ishida (7/1), Keisuke Ōyama (2/1), Ryōsuke Tamura (3/0), Tsuyoshi Miyaichi (3/0), Keita Ishii (8/1), Yōsuke Tashiro (1/0), Kōya Yuruki (16/1), Hiroyuki Mae (2/0), Yōsei Ōtsu (9/1), Daiki Yagishita (13/1), Fumitaka Kitatani (5/0), Shinnosuke Hatanaka (2/0), Naoki Ōtani (1/0), Eiji Shirai (10/0), Tasuku Hiraoka (11/2), Sōya Takahashi (10/0), Yōhei Takaoka (1/0), Gōson Sakai (1/0), Kazuya Miyahara (2/0), Shinnosuke Nakatani (7/0), Kenshin Yoshimaru (7/0), Ryūolivier Iwamoto (12/0), Masaya Okugawa (4/0), Takuma Mizutani (3/0), Yūma Suzuki (9/3), Takaya Inui (7/0), Natsuki Mugikura (5/0), Kōki Ōshima (12/1), Ryōsuke Shindō (14/2), Taiga Maekawa (2/0), Kōta Miyamoto (4/0), Ryōma Ishida (5/0), Masaki Sakamoto (1/0), Sō Hirao (9/0), Kazuma Takayama (14/0), Kōya Kitagawa (4/0), Yūki Ōnishi (3/0), Daichi Kamada (2/0), Yōsuke Ideguchi (8/1), Rikiya Uehara (6/0), Kō Matsubara (3/0), Masato Kojima (1/0), Kensei Nakashima (15/1), Rikiya Motegi (14/1), Shunsuke Motegi (1/0), Takuma Nishimura (14/1), Ryōya Ogawa (1/0), Hisashi Ōhashi (6/0), Shōta Saitō (8/0), Daisuke Sakai (8/0), Kō Itakura (2/0), Itsuki Urata (1/0), Yūta Nakayama (12/0), Kōji Miyoshi (8/1), Kōki Sugimori (11/5), Takahiro Kunimoto (3/0)

## Saisonplatzierung
| Saison | Liga      | Liga   | Liga | Liga | Liga | Liga  | Liga   | Liga     | Liga |
| Saison | Liga      | Spiele | S    | U    | N    | Tore  | Punkte | Position |      |
| ------ | --------- | ------ | ---- | ---- | ---- | ----- | ------ | -------- | ---- |
| 2014   | J3 League | 33     | 9    | 6    | 18   | 37:63 | 33     | 10.      |      |
| 2015   | J3 League | 36     | 7    | 7    | 22   | 28:71 | 28     | 12.      |      |